# Christie Digital
Le groupe Christie, dont les sociétés Christie Digital Systems USA, Inc., Christie Digital Systems Canada Inc. et Christie Medical Holdings, Inc., est lui-même une filiale de Ushio Inc., un groupe japonais coté à la Bourse de Tokyo (JP:6925).
Christie Digital fabrique et commercialise des projecteurs vidéo DLP et DLP Cinema, ainsi que divers dispositifs numérique d'affichage et une gamme de projecteurs vidéo LCD.
Le siège de la compagnie est situé aux États-Unis, dans la ville de Cypress, en Californie, tandis que le centre de R&D, les équipes d'ingénierie et une unité de production se trouvent au Canada, dans la ville de Kitchener, en Ontario. Une seconde unité de production se trouve en Chine, dans la ville de Shenzhen. Le nombre d'employés dans le monde dépasse les 1 200 personnes.

## Histoire
- À l'origine, Christie fabriquait des projecteurs cinéma de film 35mm, des lanternes et divers autres équipements pour les cabines de projection des salles de cinéma. Il commercialisait les lampes au Xenon fabriquées au Japon pour les projecteurs de cinéma.
- En 1999, Christie fait l'acquisition de la société Electrohome Limited, situé au Canada, dans la ville de Kitchener.
- En tant que première société à disposer d'une licence de la technologie DLP Cinema de Texas Instruments, Christie devint rapidement un fournisseur majeur sur le marché du passage à la projection cinéma numérique. En 2013, plus de 36 000 salles de cinéma dans le monde utilisent un projecteur numérique Christie.
- En 2009, Christie introduit sur le marché le système d'imagerie numérique MicroTiles, basé sur la technologie DLP, complété par le système d'illumination PathLight LED. Les unités MicroTiles forment un système modulaire qui peut être assemblé pour produire différentes formes et tailles.
- En décembre 2009, Christie fait son entrée sur le marché de l'imagerie médicale, activité opérée par sa filiale Christie Medical Holdings, Inc.. Les dispositifs d'imagerie de Christie Medical utilisent une lumière proche de l'infra-rouge permettant de détecter les veines du patient, alors qu'un système numérique projette sur la peau du patient une cartographie du système vasculaire.

## Cinéma numérique
En janvier 2013, Christie Digital produit les projecteurs :
- Solaria One (8 000 lumens, 2K) ;
- Solaria One+ (9 000 lumens, 2K) ;
- CP2210 (12 000 lumens, 2K) ;
- CP2220 (22 000 lumens, 2K convertible en 4K) ;
- CP2230 (33 000 lumens, 2K convertible en 4K) ;
- CP4220 (22 000 lumens, 4K et 3D HFR) ;
- CP4230 (34 000 lumens, 4K et 3D HFR)[1].

Christie a annoncé le 28 novembre 2011 avoir obtenu l'homologation des CP4220 et CP4230 auprès de la DCI.
À la fin du mois de novembre 2012, Christie avait installé environ 36 000 projecteurs numériques d-cinema dans le monde.
Les anciens modèles produits par Christie sont le CP2000, CP2000-M, CP2000-SB, CP2000-X, CP2000-XB, CP2000-ZX (pour les cinémas) sortis en 2005, DCP-H, DCP-I (pour la post-production) sortis en 2007.
Intégrateur historique (circuits et salles de visions) : Ciné Digital Service (CDS), 2AVI.

## Récompenses
Christie a obtenu plus de 50 récompenses de l'industrie, ainsi que deux Academy Awards pour sa technologie Ultramittent (1983) et son système Endless Loop Film Transport and Service (1998). En 2009, Christie a été élu Fabricant de l'année par l'International Cinema Technology Association.